# Sierosławice (województwo opolskie)
Sierosławice (niem. Schiroslawitz, 1936–1945 Grenzfelde)– wieś w Polsce, położona w województwie opolskim, w powiecie kluczborskim, w gminie Byczyna, 7 km od Byczyny.
W latach 1975–1998 miejscowość należała administracyjnie do województwa opolskiego.

## Infrastruktura
Najbliższy przystanek kolejowy znajduje się w Byczynie, natomiast najbliższy przystanek autobusowy znajduje się w odległości 1,5 km od miejscowości, przy trasie Byczyna – Wojsławice.
Miejscowość jest zwodociągowana, przez podłączenie do wodociągu Kastel.

## Nazwa
Nazwa należy do grupy nazw patronomicznych i pochodzi od staropolskiego męskiego imienia założyciela miejscowości Sirosława. Niemiecki językoznawca Heinrich Adamy w swoim dziele o nazwach miejscowości na Śląsku wydanym w 1888 roku we Wrocławiu wymienia jako najstarszą zanotowaną nazwę miejscowości Sierosławice podając jej znaczenie "Dorf des Sierosław" czyli po polsku "Wieś Sierosława".

## Historia
Pierwsze wzmianki o Sierosławicach pochodzą z 1136 r. a ich nazwa wywodzi się od imienia Sierosław. Pierwotnie miejscowość należała do biskupa wrocławskiego. W 1383 r. Sierosławice zostały połączone z Wojsławicami w całość, co zostało potwierdzone dokumentem księcia brzeskiego Ludwika I. Kolejnym właścicielem miejscowości była rodzina von Frankenberg. Sierosławice znajdowały się w ich posiadaniu do XVII w.
W 1628 r. właścicielem Sierosławic był Ludwik Strasznik. Kolejnym właścicielem była rodzina von Gladis. W 1744 r. miejscowość otrzymała herb, przedstawiający Temidę, znajdującą się nad biegnącym jeleniem. W połowie XIX w. majątek o wielkości 301 hm² (ha) nabył wyższy poborca podatkowy z Saksonii, Ludwik von Jordan, którego rodzina była związana więzami małżeńskimi z roszkowicką rodziną von Taubadel. Pod koniec XIX w. Sierosławice zostały połączone drogą bitą z istniejącym obok miejscowości gościńcem. W tym czasie rodzina von Jordan wybudowała w miejscowości rezydencję, w otoczeniu parku krajobrazowego. Przy wjeździe do niego stała neogotycka brama z blankami. Ani rezydencja ani brama nie zachowały się.
17 października 1928 r. do miejscowości włączono obszar dworski Jordanhof. 27 maja 1936 r. w miejsce nazwy Schiroslawitz wprowadzono nazwę Grenzfelde. 26 marca 1946 r. w okolicy Sierosławic miało miejsce morderstwo, dla którego upatrywano przyczyn politycznych (utrwalanie władzy ludowej); istnieją jednak także hipotezy, że był to mord rabunkowy.
Od połowy XIX w. do 1968 r. w miejscowości funkcjonowała szkoła dla młodszych uczniów.

## Liczba mieszkańców
| Rok                | 1861 | 1933 | 1939 | 1970 | 1995 |
| Liczba mieszkańców | 295  | 281  | 258  | 107  | 70   |